# Интро-дайв
Интро-дайв (от англ. intro — начало, вступление + dive — нырять); также DSD (англ. Discover Scuba Diving) — ознакомительное погружение с аквалангом (дайвинг). Интро-дайвер — человек, желающий совершить интро-дайв.
Интро-дайв проводится после инструктажа инструктора, знакомящего интро-дайвера с оборудованием и особенностями нахождения, поведения и перемещения в водной среде. Является единственным безопасным способом почувствовать на себе все аспекты подводного плавания, не имея при этом предшествующего опыта. Не является обязательным для прохождения полного курса обучения подводному плаванию.
После совершения интро-дайва инструктор может выдать так называемый «реферал», который не является каким-либо сертификатом, но просто удостоверяет наличие у интро-дайвера успешного опыта подводного погружения. Данный «реферал» может быть полезен при желании дальнейшего обучения, если таковое возникнет.
Интро-дайвы очень распространены на морских курортах, однако зачастую имеют дурную славу: в Египте и Турции не являются редкими случаи, когда, в погоне за прибылью, инструктаж:
- сокращается до минимума;
- носит формальный характер (для того, чтобы объяснить базовые понятия, требуется не менее 30 минут);
- проводится лицами, не имеющими должной квалификации.

Погружение проводится группами с недостаточным количеством инструкторов, которые не в состоянии обеспечить требуемый контроль за неопытными пловцами и безопасность их погружения.
В результате этих и других нарушений происходят различные происшествия, начиная от потери лёгочного автомата и заканчивая баротравмами различной степени тяжести, что напрочь отбивает охоту продолжать занятия подводным спортом.